# Баян Хонгор
Баян-Хонгор — гора в Хоринском районе Республики Бурятия, на склон которой нанесено 33-метровое изображение Будды Шакьямуни.
Изображение торжественно освящено 10 сентября 2016 года.
На церемонии было совершено подношение цветами.
В 2018 году для паломников проложили путь на вершину горы рядом с горой Баян-Хонгор. На ней оборудованы две смотровые площадки и установлены статуи сидящего Будды.
Обычно буддийские святыни (ступы, храмы, статуи) возводят «лицом» на юг. В данном случае взор Будды устремлен на запад, в сторону Москвы и других больших российских городов.
Гора Баян-Хонгор с древности считается сакральным местом у хоринских бурят. Дважды в год жители села Баянгол проводят у её подножия обряд обоо — коллективную молитву — поклонение духам местности.